# 数学I
数学Ⅰ（すうがくいち、英: Mathematics I）は高等学校数学の科目の一つである。1956年の学習指導要領で登場して以来、幾度か大きな内容の変更が行われてはいるが、現在も名前が変わらず続いている科目である。時代によって違うが大抵必履修科目あるいは選択必修科目となっている。本稿ではこの科目の内容の変遷を、補足的に他の数学科の科目にも触れつつ説明する。

## 数学Iの登場
数学Iという科目は1956年の学習指導要領で登場した。1947年度から1951年度の学習指導要領まで、高校1年生を対象とした数学の初歩的内容としては、会計などに関係しているような実務的な内容が多く一般教養の一環といった趣旨の強い「一般数学」と「将来数学を必要とする生徒、あるいは、数学をもっと深く学習したい生徒に対し、その必要と関心に基いて」行われた「解析I」・「幾何」に分かれていた。こうした仕分けを廃し、高校数学の基礎的内容を一本化して登場したのが数学Iという科目である。
数学Iが施行された当時の内容は次のとおりである。なお、一部の表記は現在なじみの深いものに直している。
1. 代数的内容
  1. 関数[注釈 1]の概念 
    - 一次関数
    - 二次関数
    - 一般の比例

  2. 数・式の取扱い 
    - 整式の四則・因数分解
    - 簡単な分数式と無理式
    - 平方根数の計算

  3. 方程式 
    - 連立方程式
    - 二次方程式・解の公式
    - 不等式の解法
    - 不等関係の証明

  4. 対数 
    - 指数の拡張
    - 対数の定義と性質
    - 対数計算
    - 計算尺の原理

  5. 統計
    - 資料の整理
    - 代表値・標準偏差
    - 相関・相関係数
2. 幾何的内容
  1. 直線図形の性質 
    - 三角形の合同
    - 三角形・四辺形の性質比例と相似形

  2. 円の性質 
    - 円周角
    - 直線と円・円と円との関係
    - 円と三角形
    - 円と多角形

  3. 軌跡および作図 
    - 基本的な作図
    - 軌跡としての直線・円
    - いろいろな曲線

  4. 空間図形 
    - 直線・平面の結合関係・位置関係
    - 正射影および投影図への応用

  5. 三角関数
    - 180°までの三角関数
    - 三角関数の基本的な性質
    - 正弦定理・余弦定理[注釈 2]
    - 三角形の面積公式

## 1963年度版
1963年度から学年進行で施行された学習指導要領では1956年度から示された枠組みに大きな変化はない。このときの変化の特徴は、作図などが中学校の内容になったために削除された一方、論理学・論証が初めて追加された程度にとどまった。

## 1973年度版（現代化カリキュラム）
新数学の影響を受けて1973年度から施行された学習指導要領は現代化カリキュラムと呼ばれる極めて内容の多いものであった(学習指導要領#変遷参照)。現代化カリキュラムでは理数系を特に重視したため、数学Iの内容は最も密度の濃いものになっている。先に紹介した1956年度のものと比較すると、この時には平面上のベクトルや現在の「数学II」の内容に相当する三角関数の内容が1963年度版の「数学II」から前倒し的に実施され、高校数学の内容としては初登場した写像も数学Iに組み込まれた（写像については1982年度版では「代数・幾何」に、1994年度版では「数学III」に組み込まれる。2003年度版で削除）。同時に他方、「数学一般」・「数学IIA」・「応用数学」といった実務的な科目において初めてコンピュータが登場したこととも関連しているせいか、計算尺とその使用法は削除された。図形の相似および三角形と四角形の性質は中学校に前倒しされたために削除された。また、統計に関する内容は再設置された「数学一般」や新設の「数学IIA」に移行し、場合の数と確率に置き換わった。

## ゆとりカリキュラム以降の変遷
現代化カリキュラムと呼ばれた1973年度版の内容はあまりに濃密過ぎたため、授業内容についていけない生徒が増えるなどの弊害が指摘・批判されるようになった。このため、ゆとりカリキュラムと呼ばれた1982年度から学年進行で施行された学習指導要領以降は内容の削除や先送りが行われるようになった。また、これ以降、学習指導要領改定の度に内容が大きく変化している。

### 1982年度版
1982年度から施行されたものでは幾つかの点で再び大きな転換がなされている。
- 1973年度版で追加された内容は、2年次以降に履修する「代数・幾何」・「基礎解析」に移された。
- 設置されてから一貫して数学Iの内容であった三角関数・指数関数・対数関数は「数学II」（2～3年次相当）・「基礎解析」（2年次相当）へ、場合の数と確率は「数学II」・「確率・統計」（3年次相当）へ移された。
- 弧度法（ラジアン）および三角関数の加法定理とその応用は「基礎解析」へ移行した。
- 逆関数法および集合は現代化カリキュラムでは中学校の内容だったが、この版で数学Iに移行された。

### 1994年度版
1994年度から施行されたものからは高校数学の基礎的な内容を履修する科目として別に数学Aが設置された。これは現行課程におけるローマ数字系（方程式・不等式と関数を中心とした解析学の内容）とアルファベット系（方程式・不等式以外の代数学・幾何学・論理学・統計学などの内容）の二本立てとした最初のものである。この版はこの系統色をはっきりと打ち出したものであった。
これを受けて数と式、式と証明は数学Aの内容に移行し、同時に二重根号を外す計算は削除（ただし、多くの教科書で発展として扱われた。）され、複素数とその計算なども数学Bへ送られた。そして、数学Iでは冒頭から関数を扱うことになったが、数学Iで学ぶ関数は二次関数のみとなり、簡単な無理関数・分数関数や逆関数は再設された数学IIIへ送られた。一方、1982年度に数学Iから削除された場合の数と確率が復活した（確率の乗法定理・条件付き確率・事象の独立・従属を除く）。

### 2003年度版
「ゆとり教育」とよばれることになる2003年度から施行されたものによって更に幾つかの内容が他の科目へと移行しているが、追加されたものもある。
- 方程式と不等式を数学Aから数学Iへ戻す。ただし、整式の除法・恒等式・等式や不等式の証明は数学IIへ移行された。
- 2002年度から一元一次不等式が中学校内容から削除されたことに伴い、不等式を数学Iで初めて履修することになった。この内容が高等学校で初出となるのは1963年版以来。
- 場合の数と確率は数学Aへ移行された。

### 2012年度版
2012年度から学年進行で施行される数学Iでは内容面の変更としては、1973年度の改定以来約40年ぶりに統計に関する内容が“データの分析”として、集合が数学Iに約20年ぶりに戻された。

## 現行過程（2012年度版）の履修内容
1. 数と式
  - 数と集合 - 実数・集合（前課程では数学Aで学習）
  - 式 - 式の展開と因数分解・一次不等式
2. 二次関数
  - 二次関数とそのグラフ
  - 二次関数の値の変化 - 二次関数の移動・最大・最小・二次方程式・二次不等式
3. 図形と計量
  - 三角比 - 鋭角の三角比・鈍角の三角比・正弦定理・余弦定理
  - 図形の計量
4. データの分析
  - データの散らばり
  - データの相関

## 新課程（2022年度版）の履修内容
- 数と式
  - 展開・因数分解
  - 実数：無限小数が分数で表される仕組み（数学A）を含む
  - １次不等式
- ２次関数
  - ２次関数のグラフ・値の変化・移動・最大・最小
  - ２次方程式
  - ２次不等式
- 図形と計量
  - 三角比
  - 正弦定理・余弦定理
- 集合と論理
  - 集合
  - 命題
  - 証明法
- データの分析
  - データの散らばりと相関：データの代表値と外れ値・分散・標準偏差・散布図・相関係数・仮説検定の考え方（数学B）・コンピュータの活用・表とグラフ